# كيث فولكنير
كيث فولكنير (بالإنجليزية: Keith Faulkner)‏ هو ممثل بريطاني، ولد في 25 يوليو 1936.

## وصلات خارجية
- كيث فولكنير على موقع IMDb (الإنجليزية)
- كيث فولكنير على موقع قاعدة بيانات الفيلم (الإنجليزية)